# Moller M200X
Moller Skycar M200X er et 2 personers ufoformet VTOL (Vertical Take-Off and Landing) luftfartøj, der kan flyve i op til 3 meters (10 fods) højde -- kaldet en "volantor" af dets opfinder Paul Moller. Skycar M200X bestod sin første flyveprøve i 1998 og den har til nu (2007) haft 200 bemandede og ubemandede testflyvninger. 
M200X varianten Skycar M200G's dele blev sat i produktion d. 28. juni 2007.
Skycar M200G anvender 8 billige Wankelmotorer og dens masseproducerede pris vil ligge mellem ca. 90.000–500.000 USD.
Dens egenskaber omfatter en flyvehastighed på 50 mph (80 km/t?), 1.450 km rækkevidde på én tank, 8 low-emissions Wankelmotorer som kører på en blanding af 70% (bio)ætanol og 30% vand. Tidligere modeller kørte på benzin. Ætanol/vand brændstofblanding gør brændstoffet stort set ikke-brændbart udenfor motorerne, hvilket mindsker brændrisikoen betydeligt. Vandet gør at motorerne køles, kan klare højere kompressionsforhold og dermed kan yde mere, end med 100% ætanol. Blandingen gør også at motorerne forurener mindre end Californiens strenge krav; SULEV (Super Ultra Low Emissions Vehicle).

Selv med ren ætanol opfylder motorerne SULEV-kravene.